# ダークファイバ
ダークファイバもしくはダークファイバー (Dark fiber) は、電気通信事業者や鉄道事業者などが敷設している光ファイバーで、当該事業者が使用していない回線を指す。対義語は、ライトファイバ (Light Fiber) である。

## 概要
光ケーブル回線の敷設は、許認可取得と高額な費用と多くの時間を要するため、回線保有事業者は長期的な需要を見込んで当座の需要よりも大きな容量を確保する場合があり、需要を超過して未使用状態にあるケーブルがダークファイバである。
他社が使用する形態に、ファイバー単位の「芯線貸し」、IPなどパケット通信系は「帯域貸し」、波長分割多重 (WDM) による「波長貸し」、などがある。

## ダークファイバの歴史
1984年に、日本国有鉄道は全国の駅間で通信するために敷設していた鉄道電話網で日本テレコムとして市外通話に参入し、建設省は高速道路沿いに敷設した光ファイバーを開放して日本高速通信が誕生した。1986年に東京通信ネットワークは「NTT公道論」を掲げ、ラストワンマイルと称される各家庭や事業者の加入者線は国民全体の財産すなわち公道である、として開放を強調した。総務省はe-Japan重点計画やe-Japan2002プログラムで余剰回線の開放を求め、NTTなど大手通信事業者が開放した余剰芯線は「ダークファイバ」と称された。
国土交通省や鉄道事業者が事業用に敷設したダークファイバを開放することで、異なる事業者同士が相互接続して長大なネットワークを構成したり、地方自治体が敷設した光通信ケーブルをCATVなどに貸し出して県全体で1つのネットワークを構成する県がある。e-Japan計画で地域IX向けに整備する自治体も多く、芯線貸し、帯域貸し、無料で貸与や接続、などを実施している。
当時の郵政省は、ダークファイバについて、電気通信事業者間の貸借は問題ないが「電気通信事業者が一般の顧客に提供できるのは何らかの電気通信役務に限られるが、ダークファイバは単なる設備貸しであり電気通信役務に含まれないため認められない」として、一般顧客に貸し出しを認めていなかった。2001年にNTT東日本・NTT西日本に対するダークファイバの開放義務付け制度が開始したことに伴い、一般企業が電気通信事業者からダークファイバを貸借利用が可能となった。ソニーネットワークコミュニケーションズがNURO光のブランドで参入しているインターネットサービスプロバイダ事業は、加入者宅までのアクセス回線にNTT東日本・西日本のダークファイバを利用している。

## 法律における義務付け
2024年現在、電気通信回線設備を設置する電気通信事業者は、他の電気通信事業者から当該他の電気通信事業者の電気通信設備をその設置する電気通信回線設備に接続すべき旨の請求を受けたときは、法規定の場合を除いて、これに応じなければならないとされている(電気通信事業法32条)。さらに、他の電気通信事業者の電気通信設備との接続が利用者の利便の向上及び電気通信の総合的かつ合理的な発達に欠くことのできない電気通信設備であるとして総務大臣が指定した設備に関しては、当該設備の設置者に対し、接続料や接続条件について接続約款を定め、総務大臣の認可を受け、公表することを義務付けている(同法33条)。指定のうえでの義務付けの対象となる電気通信設備の指定の例として、2001年4月6日総務省告示第243号によって示された指定（東日本電信電話株式会社及び西日本電信電話株式会社の一定の設備を指定している。）がある。 2024年現在において指定が存続している設備を設置する者は、両社のみである。